# パレットくもじ

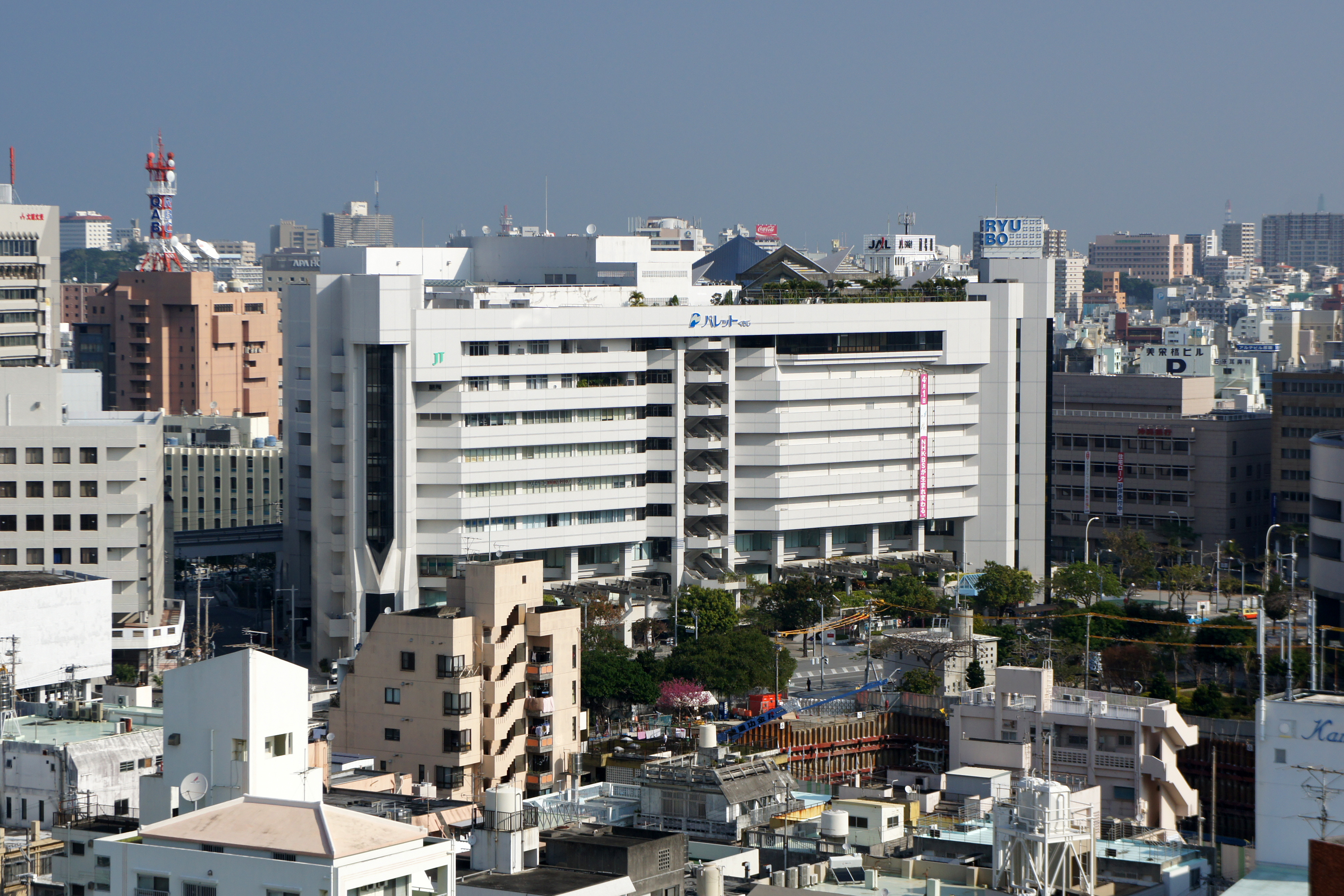
旭町からみた建物

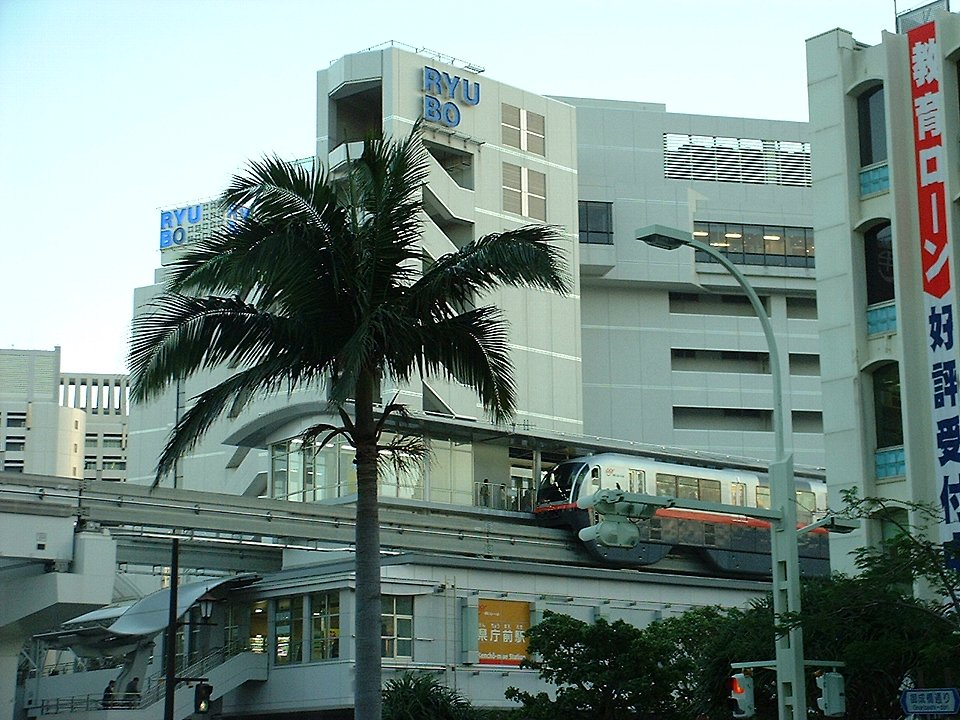
県庁前駅側からみた建物

パレットくもじは、沖縄県那覇市久茂地にある複合商業施設。管理運営会社は久茂地都市開発株式会社。
核店舗はリウボウグループの百貨店事業を行う株式会社リウボウインダストリーである。

## 概要
1991年（平成3年）の久茂地1丁目地区再開発事業に伴い、那覇市を主体として旧那覇署前交差点（現在の県庁前交差点）の北西に建設された。当時沖縄工業ビルなど古い建物が多かったこの地域は、同ビルの建設により、交差点がスクランブル化されビル前の道路が拡張され、人通りも多くなり、那覇市を代表する商業施設（県内初　複合商業施設）となった。
建設前には斜め向かい（現在の「マルイト那覇松尾ビル」）のビルに入居していた株式会社リウボウが、建設に伴い同ビルに移転してきたことにより同ビルの核店舗となった（移転の際に百貨店営業権が株式会社リウボウから株式会社リウボウインダストリーに譲渡されている）。
開業当初は那覇市を中心とし設立された第三セクターによりビルの運営、管理が行われていたが、2013・14年にリウボウが那覇市株を取得し、筆頭株主となっている。ビルの管理会社である久茂地都市開発株式会社の主な事業内容は以下。
1. 土地、建物の売買及び賃貸借
2. 土地、建物の管理、運営
3. 駐車場の管理運営及び賃貸借
4. 店舗の販売促進に関する企画、調査、研究及び指導等
5. 損害保険代理業務

### 建設概要
- 用途 - 百貨店、店舗、事務所、劇場、ギャラリー、博物館
- 用途地域 - 商業地域、防災地域、高度利用地区
- 規模・構造 - 鉄筋コンクリート構造、地上9階、地下2階、10階屋上（スカイガーデン）
- 敷地面積 - 8,235m2
- 建築面積 - 6,584m2
- 延面積 - 55,779m2
- 建ペイ率 - 100%
- 容積率 - 650%
- 高さ（最高） - 51.92m
- 軒高 - 44.92m
- 地下駐車場 - 65台
- 核店舗 - デパートリウボウ（リウボウインダストリー）

## 沿革
- 1991年（平成3年）4月 - 完成。
- 2003年（平成15年） -「ゆいレール」開業に伴い、県庁前駅と連結。
- 2005年（平成17年）4月19日 - 従来屋上にあった庭園を那覇市の屋上緑化推進に伴い、「パレットスカイガーデン」としてオープン。
- 2006年（平成18年）7月8日 - 那覇市歴史博物館がオープン。
- 2013年（平成25年） - 那覇市株をリウボウグループが取得する。
- 2020年（令和2年）11月 - 県内初、那覇市より「道路協力団体制度」任命を受ける。
- 2021年（令和3年）4月 - 2Fテラスにて「パレットビアテラス」開業。
- 2022年（令和4年）4月 - 内閣府補助金採択を受けてパレットくもじ前交通広場へ「UFURUFU（大屋根）」竣工。

## 施設概要

### 立地
沖縄県では有数の繁華街である国際通りの南端に面しており、那覇市の主要交差点の1つである県庁前交差点の北西に立地する。付近には沖縄県庁、那覇市役所などの官公庁も多く、沖縄県内のバス路線の中心地である那覇バスターミナルもあり、沖縄の経済、及び交通の要所の中心地に立地しているといえる。また、2003年（平成15年）8月には付近に沖縄都市モノレール（ゆいレール）が開通し、同ビルの近くに「県庁前駅」ができ、同ビルとは連絡通路で結ばれた。

### 核店舗
- リウボウインダストリー（事務所は7階）

### テナント
地下1階
- リウボウ食品館、青果、精肉、鮮魚、酒蔵、地下総菜、ドンク（クロワッサン）、RF/1、韓美膳デリ、リウボウフーズ、胡同デリ、チキンハウス、ゆのたに（おにぎり・おこわ）、新宿さぼてん（とんかつ）、米神楽（おにぎり・おこわ）、キーコーヒー、花ぐすく（郷土料理）、牛タン東山、OKシェフ、北野エース（フーズブティック）、琉球銀行ATM沖縄、沖縄銀行ATM、沖縄海邦銀行ATM

1階 百貨店ゾーン　菓子銘店
- 福砂屋、ボンファン、パーソナルギフト、ブールミッシュ、ゴディバ、モロゾフ、メリーチョコレート、源吉兆庵、菓匠清閑院、アントステラ、オランディアガーデン（花店）、エーデルワイスCafe、アンテノール、千鳥饅頭総本舗、黒船、ゴールドウエル、スイーツステージ、資生堂パーラー、茶匠　古賀園

1階 婦人服飾
- 資生堂、カネボウ、コーセー、シュウウエムラ、ALBION、クリニーク、クリスチャンディオール、エスティ ローダー、シャネル、iＰＳＡ、DECORTE、JILLSTUART、クレドポーボーテ、ランコム、ロクシタン、THREE，ジョンマスターオーガニック、ジョーマロン、ファッション雑貨（婦人洋品）、アクセサリー、4℃、ヴァンドーム、フレグランス、時計、リミテッドステージ、琉球銀行ATM

1階 路面店ゾーン
- シューズガーデン　プラススタイル、ケンタッキーフライドチキン、モスバーガー、ブルーシールアイスクリーム、ニッポンレンタカー、ホット沖縄、美栄橋郵便局、au Style NAHA

2階 百貨店ゾーン　婦人服ヤング
- ロペピクニック、INDEX、ルジュール、JIN'S、メルローズクレール、AMA、PLAZA、K'sバラエティープラザ、楽園百貨店、楽園Cafe、アフタヌーンティーティールーム

3階 百貨店ゾーン　婦人服キャリア
- Y's、コムサ·プラチナ、ミッシェルクラン、アンタイトル、インゲボルグ、INDIVI、シビラ、ロートレアモン、23区、MKミッシェルクラン、リフレクト、ナラカミーチェ、icb、婦人靴（シューズガーデン）、婦人バック

3階 事務棟ゾーン
- エアー沖縄株式会社、ニチイ学館株式会社、株式会社ニチイパワーバンク、株式会社旭堂、パレット歯科
- 弁護士法人アディーレ法律事務所 那覇支店

4階 百貨店ゾーン　婦人服
サービスカウンター（チケット・商品券・リウボウ友の会）
5階 事務棟ゾーン
4階 事務棟ゾーン
- 弁護士法人アディーレ法律事務所 那覇支店、久茂地アカデミー、那覇市歴史博物館・事務所

5階 百貨店ゾーン　紳士服
- コレッツオーニ、トミーヒルフィガー、オーダーサロン、タケオキクチ、ポールスミス、ラルフローレン、コムサ·メン、マンシングエア、アラミス、アルターイン（リフォーム）、洋品雑貨、外商　特選サロン

5階 事務棟ゾーン
- JT沖縄支店（販売部）

6階 百貨店ゾーン　リビング、催事場
- 食器、寝装インテリア、ラルフローレンホーム、ハウスオブローゼ、寝装寝具、ちふれ化粧品、大催事場、UCHINOタオル、タオル美術館、ギフトサロン、マリーボーテ（ウイッグ）、婦人服

6階 事務棟ゾーン
- 那覇市民ギャラリー、JT沖縄支店（原材料部）

7階 パレットくもじ　専門店貨店ゾーン　趣味雑貨
- リウボウ美術サロン、カルトレリア（文具）、ディズニーショップ、タワーレコード、めがねサロン、呉服サロン、リウボウブックセンターLIBRO（リブロ）、リウボウ旅行サービス

8階 パレットくもじ　専門店ゾーン　ライフスタイル、子供服
- 無印良品、Francfranc、女児・男児服、ベビーサロン

8階 事務棟ゾーン
- 久茂地都市開発株式会社　事務所

9階
- TCB東京中央美容外科、シネマパレット（映画館）、毬（小料理）、Due Italian（イタリア料理）、沖縄アクターズスクール

このほか、再開発前の住民による地権者住居がある。

### 公共施設
9階
- パレット市民劇場

### モノレール連絡橋
同ビル2階の東側と沖縄都市モノレール線県庁前駅南口とが連絡橋にてつながっている。これにより雨にぬれず駅とビル間との移動ができるようになっている。なお、県庁前駅と名は付いているが、沖縄県庁舎とは接続していない。
また、同じような連絡橋は那覇空港駅の那覇空港国内線旅客ターミナルビル、小禄駅のイオン那覇ショッピングセンター、おもろまち駅のDFSギャラリア・沖縄、市立病院前駅の那覇市立病院にある。

## アクセス

### モノレール
- 沖縄都市モノレール
沖縄都市モノレール線県庁前駅（2階の連絡通路で連結）

### 路線バス
- 県庁前駅 (沖縄県)#バス路線を参照。
パレットくもじ前バス停、沖銀本店前バス停、県庁北口バス停の3ヶ所が最寄バス停。